# Кабардинка
Кабардинка (рус. Кабардинка) насељено је место са административним статусом села на југозападу европског дела Руске Федерације. Налази се у југозападном делу Краснодарске покрајине и административно припада њеном Геленџичком градском округу.
Према подацима националне статистичке службе РФ за 2010, насеље је имало 7.550 становника.

## Географија
Село Кабардинка се налази у југозападном делу Краснодарске покрајине, на источној обали Цемеског залива Црног мора, на пола пута између Новоросијска и Геленџика (око 12 km удаљености иод оба града). Село од јаких удара буре са мора штите невисоки рт Дооб који се дубоко увлаћи у сам залив и планински масив Туапхат, док продоре хладних ваздушних маса са континента онемогућавају Маркхотске планине на североистоку.
Кроз насеље пролази деоница федералног ауто-пута М4 „Дон” која повезује Новоросијск са Геленџиком.

## Историја
На основу археолошких истраживања утврђено је да је на месту савременог села постојало античко насеље које је вероватно егзистирало у периоду између V и VII века пре нове ере.
Савремено насеље развило се из војног утврђења основаног 1836. усред Кавкаског рата (1817—1864). По окончању рата на то подручје почиње интензивније досељавање грчког и јерменског становништва из Османског царства, а 1869. насеље и званично добија садашње име.

## Демографија
Према подацима са пописа становништва 2010. у селу је живело 7.550 становника.
| 1926. | 1959. | 1970. | 1979. | 1989. | 2002. | 2010. |
| ----- | ----- | ----- | ----- | ----- | ----- | ----- |
| 2.018 | 2.685 | 3.988 | 5.487 | 7.640 | 7.301 | 7.550 |